# Polycarpaea robusta
Polycarpaea robusta är en nejlikväxtart som först beskrevs av Charles-Joseph Marie Pitard, och fick sitt nu gällande namn av Kunk. Polycarpaea robusta ingår i släktet Polycarpaea och familjen nejlikväxter. Inga underarter finns listade i Catalogue of Life.